# Большое Рыбушкино
Большое Рыбу́шкино (тат. Олы Рбишча) — село в Краснооктябрьском районе Нижегородской области.
Большое Рыбушкино граничит с селом Малое Рыбушкино.

## Этимология
Существует несколько версий об этимологии названия села. По-татарски селение называется «Ырбишча» (или «Рбишча»). Одно из предположений вытекает из схожего топонима тюркского происхождения — названия древнего татарского городка Ирбит (Эрбет). «Ырыб» — древнетюркское слово, означающее «место сбора для купли-продажи». По другой версии, здесь в речке Чембилейке водилась разная мелкая рыба, и проходящие заметили: «Ну, и рыбище тут!»; по третьей версии, здесь обитали «рбтче» (жители «раббат»), и русские чиновники, восприняв это по-своему, записали «рыбище», что впоследствии стало «Рыбушкино». С 1810 года название деревни звучало как село Большое Рыбушкино. 

## История
Согласно легенде, рассказываемой жителями Большого и Малого Рыбушкино, «когда-то давно» в их родные места с юго-запада, с Мещеры, из татарской деревни Азеево пришли люди. Во главе их была знатная женщина тюркского происхождения. Первое название, которое дали переселенцы своей деревне, было Аджа-аул (деревня госпожи). Многие рыбушкинцы и сегодня рассказывают своим детям и внукам об этом переселении из Азеево, даже указывая на место первоначального размещения переселенцев: крутой левый берег Чембилейки в точке впадения в неё речки Малой Чембилейки. 
К 1556 году относится письменная просьба знатного и влиятельного ногайского татарина Арслана-мирзы, высказанная Ивану Грозному: о пожаловании ему двух женщин (одной из Азеева из Рязани, другой из Касимова, из деревни Рыбушкино). Значит, можно считать, что деревня Рыбушкино появилась во второй половине XVI века, в период 1556—1584 годов.
В конце XVI века деревня Рыбушкино входила в состав Алатырского уезда. В ней проживала небольшая община татар, не состоявших на государственной службе, во главе с Демаем Немичевым. Ещё до воцарения династи Романовых (но не позже 1610 г.) сюда приходят новые жители, получившие земельные наделы от правительства за несение службы. Это были так называемые служилые татары. Первые из известных жителей будущих Большого и Малого Рыбушкино — это и есть «рыбушкинские татары Демая Немичева». Затем к ним подселяется группа Урмая Утешева и, в последнюю очередь, служилые татары Коншая Булатова.

## Религия
Мечети
- Центральная мечеть;
- Мечеть Абдул-Хамита

## Знаменитые люди из Большого Рыбушкино
- Марат Сафин — российский теннисист, заслуженный мастер спорта России, первая ракетка мира в одиночном разряде. Депутат Государственной Думы с 2011 года. Отец Марата Сафина родом из Большого Рыбушкино[5][6].
- Динара Сафина — российская теннисистка, первая ракетка мира, серебряный призёр летних Олимпийских игр 2008, заслуженный мастер спорта России. Отец Динары Сафиной родом из Большого Рыбушкино[5][6].
- Габдулвахид Сулейманов — Оренбургский муфтий, по некоторым данным родившийся в Большом Рыбушикино.
- Абдулхамит Саитович Садеков

Президент АО «Волга Петролеум»; родился 29 августа 1962 года в селе Большое Рыбушкино Горьковской области; окончил факультет автоматики и вычислительной техники Московского института электронного машиностроения в 1986 году; работал начальником конструкторского бюро ПО «Подольскшвеймаш» в городе Подольске Московской области; занимался предпринимательской деятельностью в области поставок компьютеров и программного обеспечения, предоставления банковских, юридических и информационных услуг; с 1991 года — вице-президент АО «Нефтегаз»; в 1994 году стал основателем и руководителем АО «Волга Петролеум», на основе которой сложилась финансово-промышленная группа; был женат, имел двух дочерей; увлекался верховой ездой, рыбной ловлей. 14 октября 1997 года убит в результате заказного убийства Алояна Усояна.